# アルテ高崎
アルテ高崎（アルテたかさき）は、かつて存在した日本の社会人サッカーチーム。学校法人堀越学園（2013年に破産）を運営母体とし、群馬県高崎市に本拠地を置いていた。
将来的なJリーグ入りを目標に2004年から日本フットボールリーグ（JFL）へ参加していたが、資金難から2011年に活動を終了した。

## 歴史
群馬県の学校法人堀越学園（東京都の学校法人堀越学園とは無関係の別法人）が運営母体となり、将来的なJリーグ入りを目指して活動していた。クラブ名の「アルテ（ARTE）」はスペイン語で芸術の意味である。トップチームのほか、各年代のユースチーム、女子チームが存在し、同じく堀越学園の運営する創造学園大学サッカー部がサテライト的な位置付けにあった。
母体チームは1996年に結成された「マッキーFC」。2000年に「群馬FCフォルトナ」に改称し、2001年は群馬県リーグ1部で優勝すると、関東社会人サッカー大会でも優勝し関東リーグに昇格する。2002年には「群馬FCホリコシ」に改称。2003年は関東リーグ1部で優勝。全国地域リーグ決勝大会では2位となり、FC京都BAMB1993との入れ替え戦（第5回日本フットボールリーグ#入れ替え戦を参照）を勝利して、同県のザスパ草津と共に日本フットボールリーグ（JFL）へ昇格。同年の天皇杯では4回戦で柏レイソルに1-0で勝利した。
2005年1月にチーム名を「FCホリコシ」へ、2006年には公募により「アルテ高崎」へと改称。以後のJFLでは低迷を続けた。2007年には年間勝ち点7（1勝4分け29敗）、2008年には年間失点107と、当時のJFLにおける歴代ワースト記録を作り、2010年には三洋電機洲本との入れ替え戦に勝利して辛うじてJFL残留を決めた。FC東京で活躍したアマラオなど、元Jリーガーを積極的に獲得した短期的強化が失敗に終わり、劣悪な練習環境、慢性的な資金難も相まって選手の入れ替わりは激しかった。2005年にはJリーグ事務局へ日本プロサッカーリーグ（Jリーグ）加盟を申請したが、「（経営内容について）意見書を出しても全く改善されていない」としてJリーグ加盟は見送られた。
2011年のシーズン終了後、堀越学園の経営悪化による資金難から翌年度の存続が困難となり、JFLへチームの移管を要望。移管先団体との交渉は不調に終わり、同年限りでチームは活動を終了、解散した。トップチームは消滅し、母体である堀越学園も破産（2013年）したが、育成組織は2012年3月に創設された高崎エヴォリスタFCに承継された。

## 成績

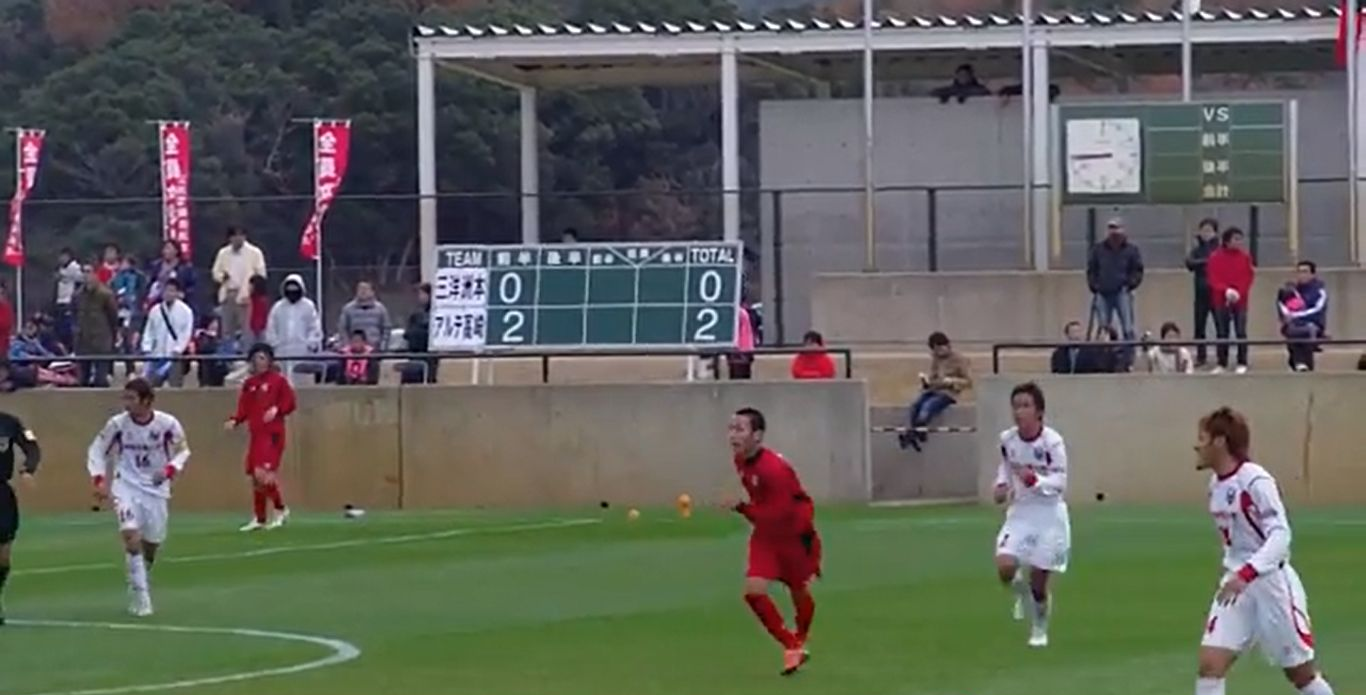
2010年のJFL/地域リーグ入替戦

- 2000年 群馬県リーグ2部 優勝、群馬県サッカー協会長杯 優勝[3]
- 2001年 群馬県リーグ1部 優勝、群馬県サッカー協会長杯 優勝、関東社会人サッカー大会 優勝[3]
- 2002年 関東リーグ2部 2位、群馬県サッカー協会長杯 優勝[3]
- 2003年 関東リーグ1部 優勝、全国地域リーグ決勝大会 2位[3]

### JFL年度別成績
| 年度 | 順位 | 勝点 | 試合 | 勝 | 分 | 敗 | 得点 | 失点 | 得失 |
| ---- | ---- | ---- | ---- | -- | -- | -- | ---- | ---- | ---- |
| 2004 | 8位  | 41   | 30   | 11 | 8  | 11 | 48   | 47   | 1    |
| 2005 | 8位  | 48   | 30   | 15 | 3  | 12 | 53   | 40   | 13   |
| 2006 | 10位 | 37   | 34   | 10 | 7  | 17 | 36   | 62   | -26  |
| 2007 | 18位 | 7    | 34   | 1  | 4  | 29 | 17   | 71   | -54  |
| 2008 | 17位 | 20   | 34   | 5  | 5  | 24 | 40   | 107  | -67  |
| 2009 | 14位 | 40   | 34   | 9  | 13 | 12 | 34   | 46   | -12  |
| 2010 | 17位 | 29   | 34   | 7  | 8  | 19 | 28   | 51   | -23  |
| 2011 | 16位 | 34   | 33   | 9  | 7  | 17 | 39   | 55   | -16  |

## タイトル

### リーグ戦
- 関東サッカーリーグ1部
  - 優勝（1回）：2003
  - 準優勝（1回）：2002
- 群馬県社会人サッカーリーグ1部
  - 優勝（1回）：2001

### カップ戦
- 全国地域リーグ決勝大会
  - 準優勝（1回）：2003
- 関東社会人サッカー大会
  - 優勝（1回）：2001
- 群馬県サッカー協会長杯サッカー大会（兼天皇杯群馬県予選）
  - 優勝（10回）：2000, 2001, 2002, 2004, 2005, 2006, 2008, 2009, 2010, 2011
  - 準優勝（2回）：2003, 2007

## 歴代所属選手・監督

### 背番号の変遷
| No.  | 2004              | 2005              | 2006                     | 2007                | 2008                  | 2009              | 2010       | 2011       |
| ---- | ----------------- | ----------------- | ------------------------ | ------------------- | --------------------- | ----------------- | ---------- | ---------- |
| 監督 | 池田司信          | 三輪和幸 小見幸隆 | 金光浩 浜口和義 アマラオ | ピポ 渡辺克之       | 渡辺克之 幸谷秀巳     | 後藤義一          | 後藤義一   | 後藤義一   |
| 1    | 井坂進一          | 井坂進一          | 鏑木豪                   | 和田翔太            | 斯波薫                | 斯波薫            | 安藤淳也   | 安藤淳也   |
| 2    | 小澤慶二郎        | 高木成太          | 田尾知己                 | 小柴翔太            | 小柴翔太              | 小島直希          | 小島直希   | 小島直希   |
| 3    | 小川大介          | 三本菅崇          | -                        | -                   | -                     | 岩澤徹            | 岩澤徹     | 岩澤徹     |
| 4    | 神田文之          | 神田文之 梁英二   | 貞富信宏                 | 松本三四郎          | 西村陽毅              | 井上恭平          | 長谷川務   | 長谷川務   |
| 5    | 深田慶太          | 深田慶太          | 深田慶太                 | 白山貴俊            | ファブリシオ 大谷昌司 | 小川裕史          | 小川裕史   | 小林亮太   |
| 6    | 瀬田元吾          | 山田正道 高畑浩二 | 山田正道                 | 今井雅貴            | 今井雅貴              | 秋葉勇志          | 秋葉勇志   | 川里光太郎 |
| 7    | 菅野賢一          | アマラオ          | 川股要佑                 | 山田裕也            | 山田裕也              | 山田裕也          | 山田裕也   | 山田裕也   |
| 8    | 大谷武大          | 大谷武大 サントス | 冨田晋矢 小川雄司        | 小川雄司            | 河村勝                | 川勾邦明          | 森慶太     | 島優也     |
| 9    | 藏川洋平          | 藏川洋平          | 磯山和司                 | 磯山和司            | 田中靖大              | 久保田圭一        | -          | 伊藤和基   |
| 10   | 北原健二          | 森陽一            | 斉藤紀由                 | 高須洋平            | 里見仁義              | 大谷昌司          | 石沢泰羅   | 石沢泰羅   |
| 11   | 森陽一            | 奈良安剛          | アマラオ                 | アマラオ 山本朝陽   | 杉山琢也              | 田中翔太          | 伊藤和基   | 小林定人   |
| 12   | 道本大三郎        | -                 | -                        | 野尻衛              | -                     | -                 | -          | -          |
| 13   | 山田智也          | 山田智也          | 山田智也                 | 杉山琢也            | 石沢泰羅              | 亘崇詞 吉澤正悟   | 一柳穣     | 佐藤大樹   |
| 14   | 羽山拓巳          | 羽山拓巳          | 細貝聡                   | 細貝聡 田中靖大     | 亘崇詞                | 石沢泰羅          | 飯室綾太   | 益子義浩   |
| 15   | 三本菅崇          | 平間智和          | 松本三四郎               | タファエル ラウール | 阿久澤剛              | 山藤健太          | 山藤健太   | 山藤健太   |
| 16   | 町田多聞          | 樋口昌俊          | 梁英二                   | 岩間雄大            | 岩間雄大              | 岩間雄大          | 岩間雄大   | 田中舜     |
| 17   | ダニロ            | 照井篤            | -                        | -                   | -                     | 飯室綾太          | 松尾昇悟   | 松尾昇悟   |
| 18   | 小松原学          | 浅野大地          | 森陽一 安田和弘          | 安田和弘 ボナフィナ | -                     | 杉山琢也          | 植松俊行   | 布施有太   |
| 19   | 阿部巧也          | 阿部巧也          | 阿部巧也                 | チアゴ              | チアゴ 内田一平       | -                 | -          | 土田健太   |
| 20   | 小山大樹          | 川勾邦明          | 川勾邦明                 | 川勾邦明            | 川勾邦明              | 蒲原直樹          | 益子義浩   | 望月大地   |
| 21   | 加藤康祐          | 宮本英俊          | 高須洋平                 | 高橋竜太            | 高橋竜太              | 津本貴啓          | 津本貴啓   | 土田健太   |
| 22   | 生方育大 川股要佑 | 川股要佑          | 浜岡寛                   | 浜岡寛              | 浜岡寛                | 浜岡寛            | 田代主水   | 田代主水   |
| 23   | 金久保勝仁        | 片山弘之          | 高尚徳                   | 石川貢              | 小川裕史              | 白山貴俊          | 白山貴俊   | 安間ム月   |
| 24   | 川勾邦明          | 大野寿久          | 大野寿久                 | 大井逸都            | 田中翔太              | 大越崇司          | 川里光太郎 | 竹越夏基   |
| 25   | 奈良安剛          | 今井雅貴          | 今井雅貴                 | 水野和樹            | 白山貴俊              | 内田一平 植松俊行 | 関根真     | 関根真     |
| 26   | 細川功            | 矢部次郎          | 矢部次郎                 | 神谷恭平            | 神谷恭平              | 神谷恭平          | 神谷恭平   | 神谷恭平   |
| 27   | 小野貴裕 チュウミ | チュウミ          | 河村勝                   | 河村勝              | -                     | 増田清一          | 増田清一   | 増田清一   |
| 28   | 大野寿久          | 小松原学          | 山本朝陽                 | 石沢泰羅            | 床井伸太朗            | 正木秀俊          | 吉田明生   | -          |
| 29   | -                 | 斉藤紀由          | ベット                   | -                   | -                     | 田代主水          | 塚本一希   | 塚本一希   |
| 30   | 中西功            | 加藤康祐          | -                        | -                   | -                     | -                 | -          | -          |
| 31   | 宮本英俊          | 鏑木豪            | 堀之内健介               | 岩舘直              | 津本貴啓              | 岩舘直            | 岩舘直     | 岩舘直     |
| 32   | -                 | 大澤一俊          | 秋元崇                   | 工藤光俊            | 工藤光俊              | 森慶太            | 佐藤大樹   | -          |
| 33   | -                 | 片桐淳至          | 黄永宗                   | 村木伸二            | 久保田圭一            | 田中賢治          | -          | -          |
| 34   | -                 | -                 | 浅野大地                 | 浅野大地            | 秋葉勇志              | -                 | 小柴翔太   | 白山貴俊   |
| 35   | -                 | -                 | 岡田大                   | 岡田大              | 岡田大                | 岡田大            | 岡田大     | 岡田大     |

### 永久欠番
- 30　加藤康祐 - 2005年2月4日の練習中に倒れて病院に搬送されたが、同月6日に心室細動で死去した。同年より永久欠番となった[33]。

## スタジアム
JFLでの主催試合は年間15試合ほどを高崎市の浜川陸上競技場と前橋市の群馬県立敷島公園サッカー・ラグビー場で開催していた。2005年のJリーグ加盟申請の際には群馬県立敷島公園県営陸上競技場をホームスタジアムに指定している。2005年2月には高崎市のサッカー協会と連携し、高崎競馬場跡地を活用した新スタジアム建設へ向けた署名活動を行っていたが、跡地には群馬コンベンションセンターが建設され、2020年に開業した。

### 年度別入場者数
- 試合数および入場者数データはJFLリーグ戦のみ。

| 年度 | 合計 入場者数 |          | 最多入場者数 | 最多入場者数 | 最多入場者数 |          | 最少入場者数 | 最少入場者数 | 最少入場者数 |                              | 平均 入場者数 | 試合数 | ※ ホームゲーム 開催スタジアム                     |
| 年度 | 合計 入場者数 | 入場者数 | 相手         | 会場         | 入場者数     | 相手     | 会場         |              |              |                              | 平均 入場者数 | 試合数 | ※ ホームゲーム 開催スタジアム                     |
| ---- | ------------- | -------- | ------------ | ------------ | ------------ | -------- | ------------ | ------------ | ------------ | ---------------------------- | ------------- | ------ | ------------------------------------------------- |
| 2004 | 9,103         |          | 3,003        | 草津         | 群馬サ       |          | 289          | SC鳥取       | 西が丘       |                              | 607           | 15     | 群馬サ4、群馬陸2、伊勢崎 2、太田1、熊谷1、西が丘1 |
| 2005 | 10,868        | 2,108    | 横河         | 浜川         | 246          | 流経大   | 鴻巣         | 725          | 15           | 群馬サ8、浜川3、熊谷2、鴻巣2 |               |        |                                                   |
| 2006 | 8,197         | 876      | 流経大       | 浜川         | 208          | 佐川大阪 | 浜川         | 483          | 17           | 浜川8、群馬サ7、太田1、鴻巣1 |               |        |                                                   |
| 2007 | 6,966         | 1,015    | FC岐阜       | 浜川         | 177          | ソニー   | 熊谷         | 410          | 17           | 浜川9、群馬サ6、熊谷2        |               |        |                                                   |
| 2008 | 5,104         | 854      | 栃木SC       | 浜川         | 144          | ソニー   | 浜川         | 301          | 17           | 浜川11、群馬サ6              |               |        |                                                   |
| 2009 | 7,166         | 1,121    | NW北九州     | 浜川         | 202          | MIO      | 群馬サ       | 422          | 17           | 浜川11、群馬サ6              |               |        |                                                   |
| 2010 | 7,318         | 1,021    | 松本         | 浜川         | 186          | SAGAWA   | 浜川         | 431          | 17           | 浜川13、群馬サ4              |               |        |                                                   |
| 2011 | 7,775         | 1,727    | 松本         | 群馬サ       | 212          | 佐川印刷 | 群馬サ       | 458          | 17           | 浜川11、群馬サ6              |               |        |                                                   |

※ ホームゲーム開催スタジアム
- 群馬サ - 群馬県立敷島公園サッカー・ラグビー場
- 群馬陸 - 群馬県立敷島公園県営陸上競技場
- 伊勢崎 - 伊勢崎市華蔵寺公園陸上競技場
- 太田 - 太田市運動公園陸上競技場
- 熊谷 - 熊谷スポーツ文化公園陸上競技場
- 西が丘 - 国立西が丘サッカー場
- 浜川 - 高崎市浜川競技場
- 鴻巣 - 鴻巣市立陸上競技場

出典: JFLホームページ 過去の全記録

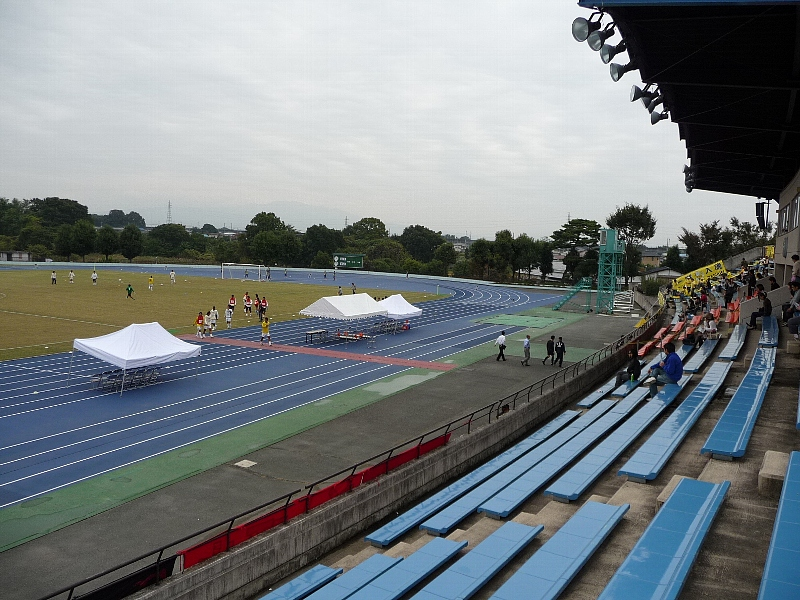
高崎市浜川競技場
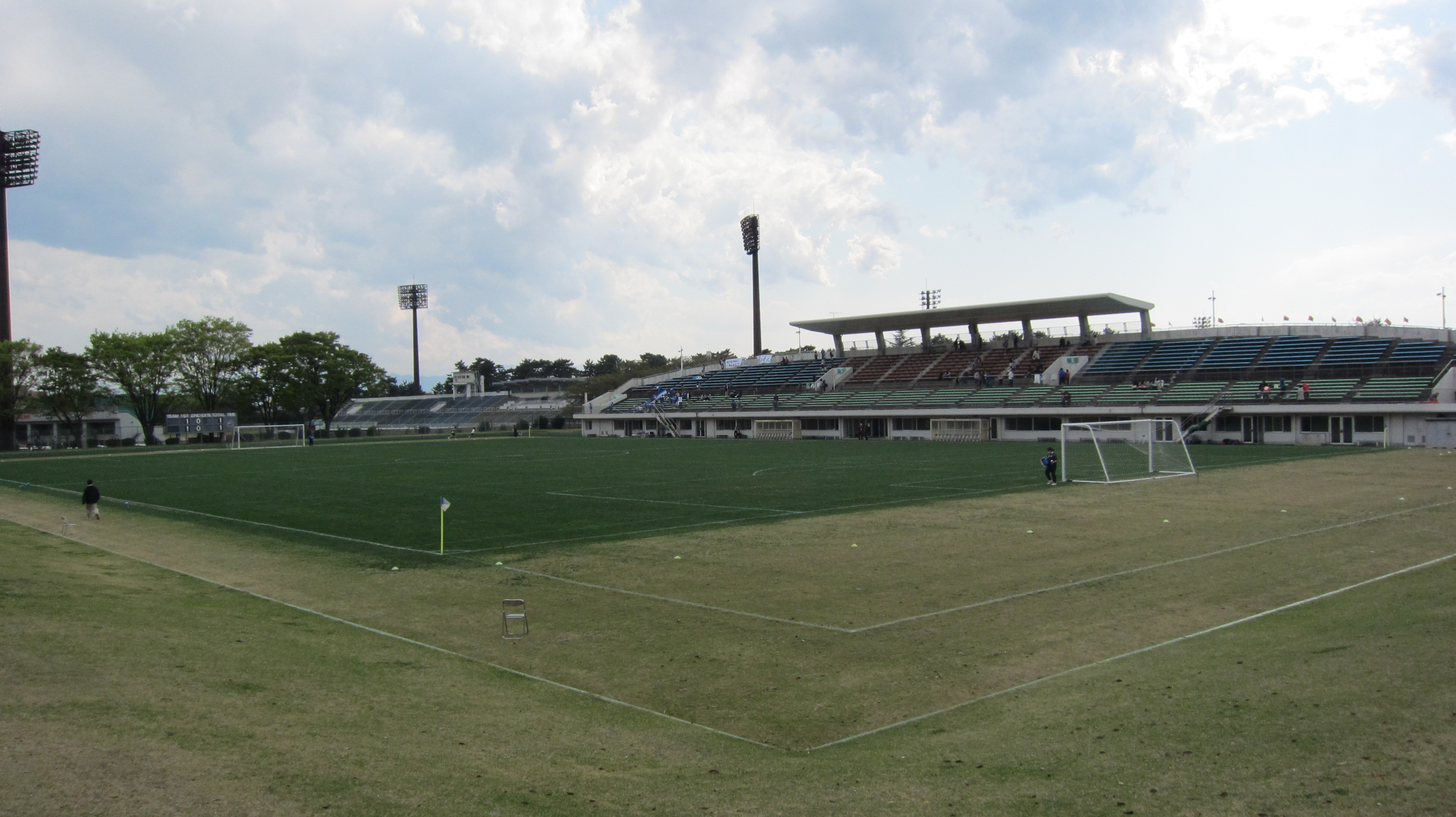
群馬県立敷島公園サッカー・ラグビー場
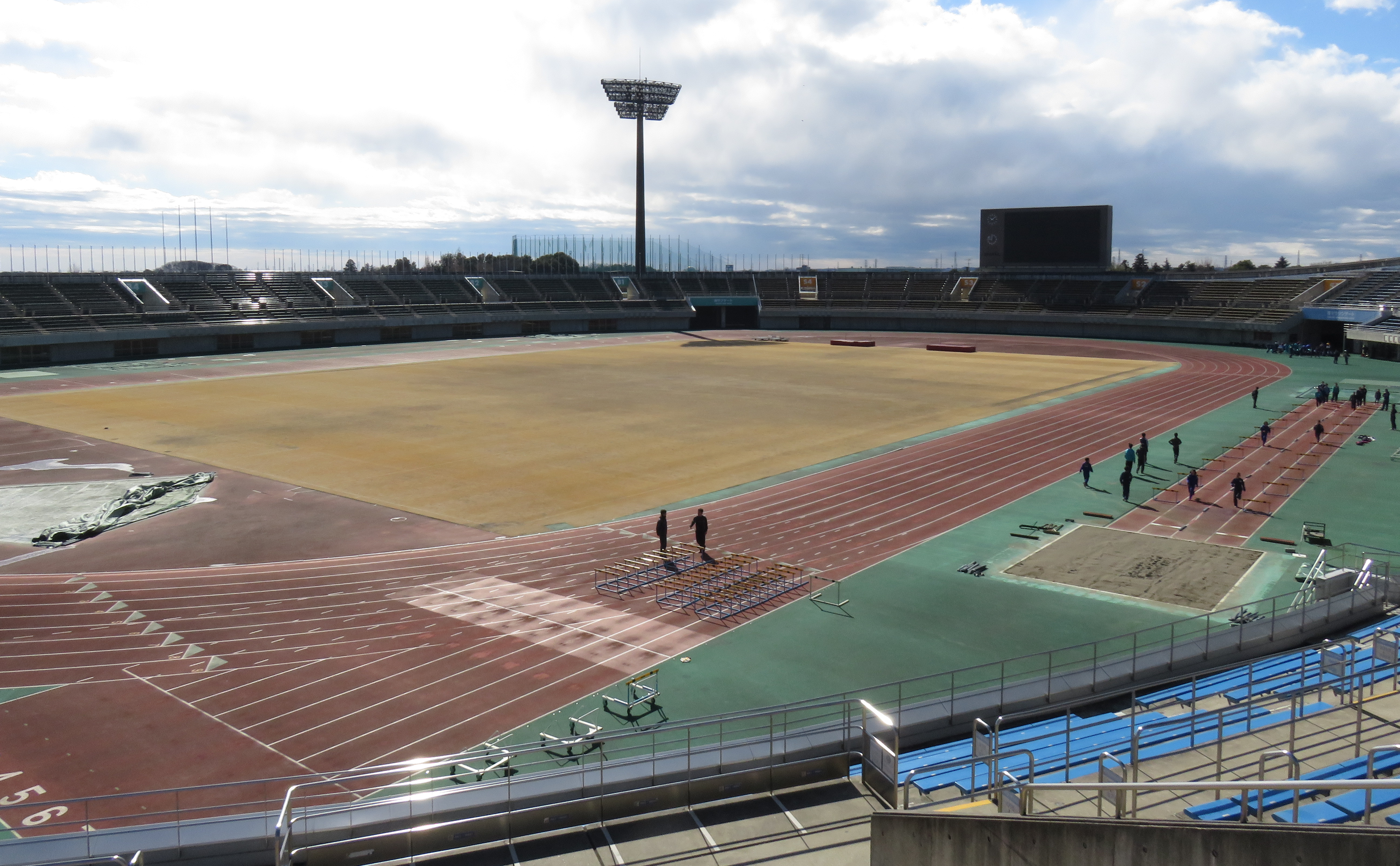
熊谷スポーツ文化公園陸上競技場
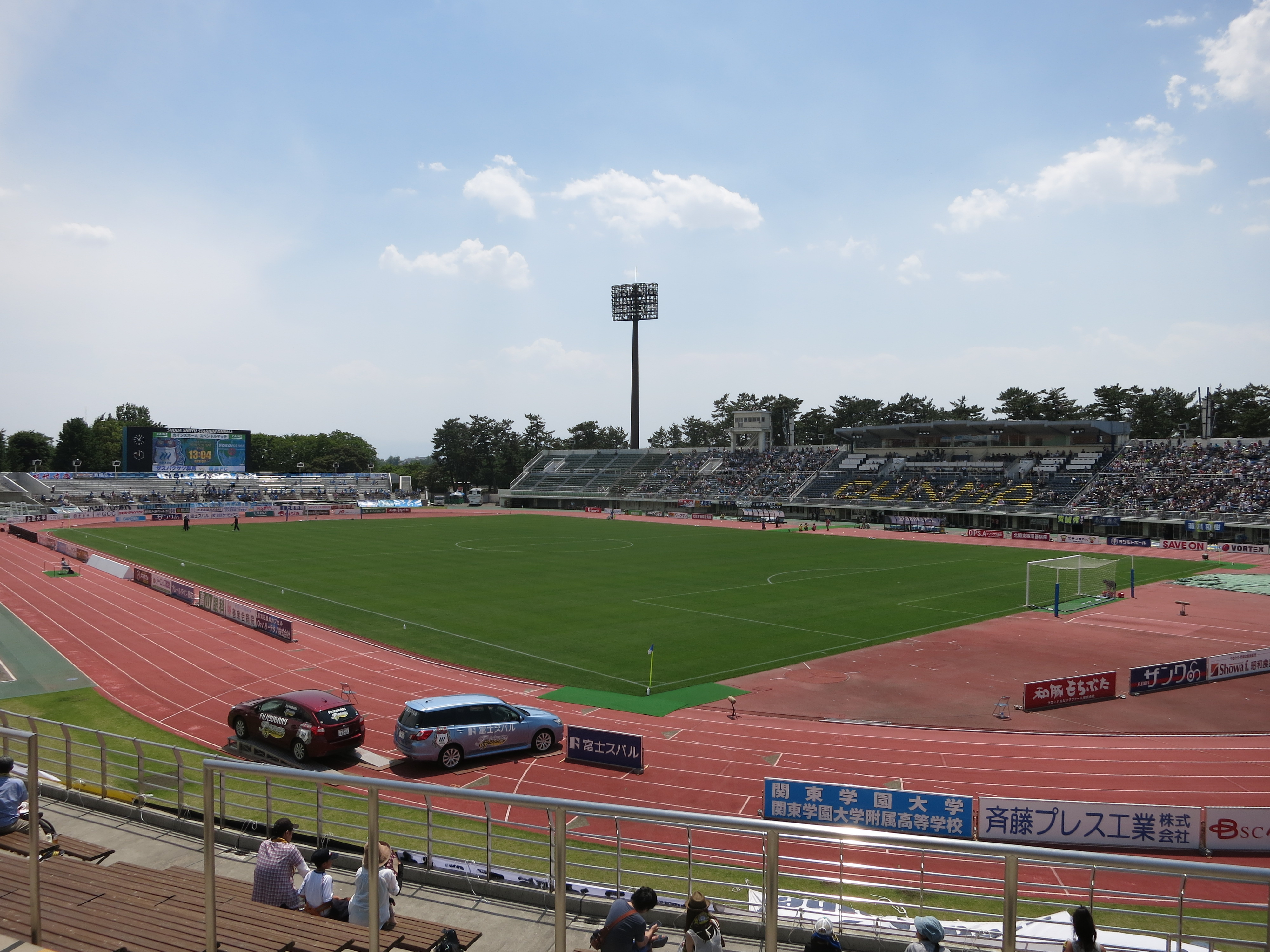
群馬県立敷島公園県営陸上競技場
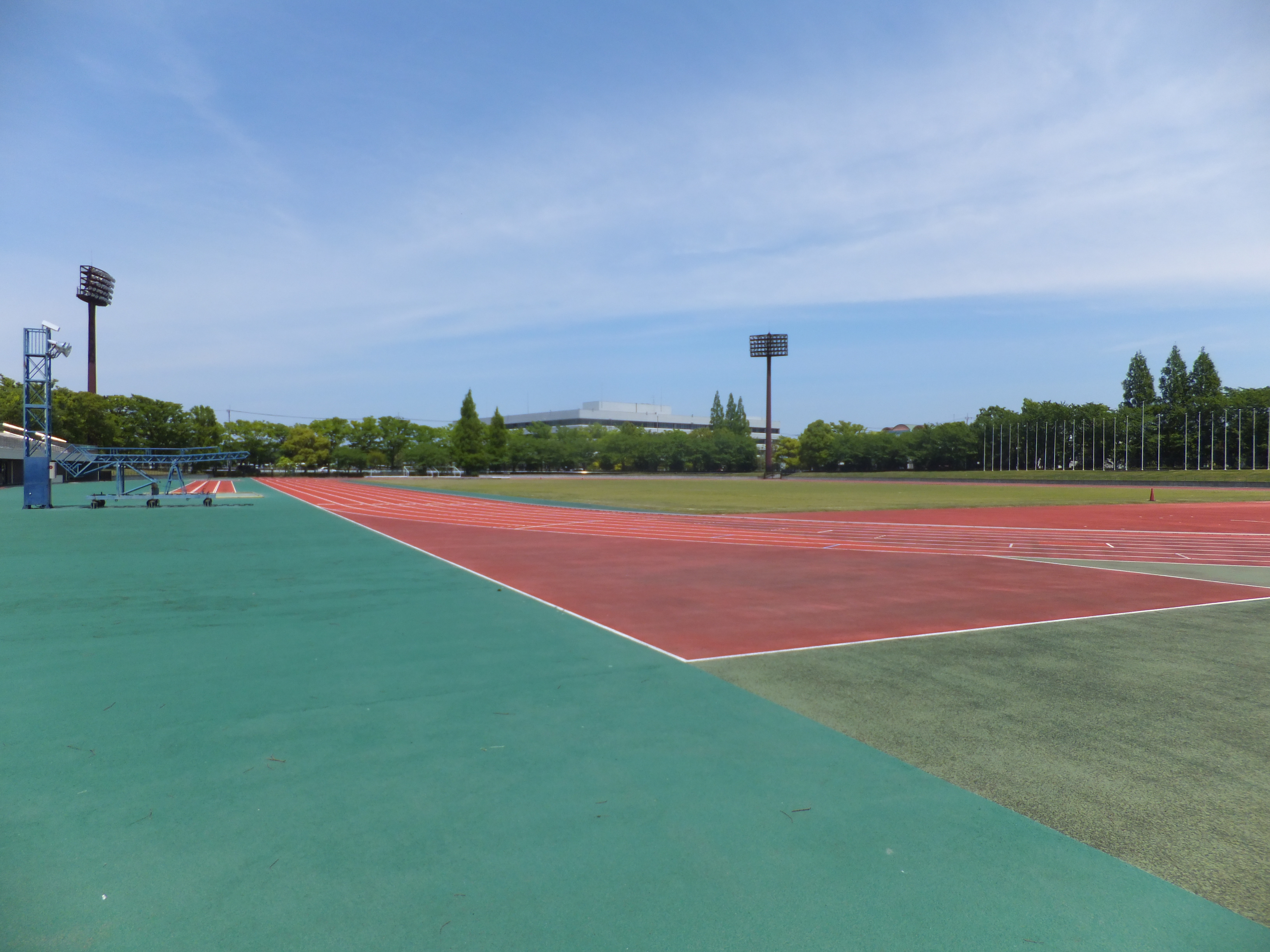
鴻巣市立陸上競技場
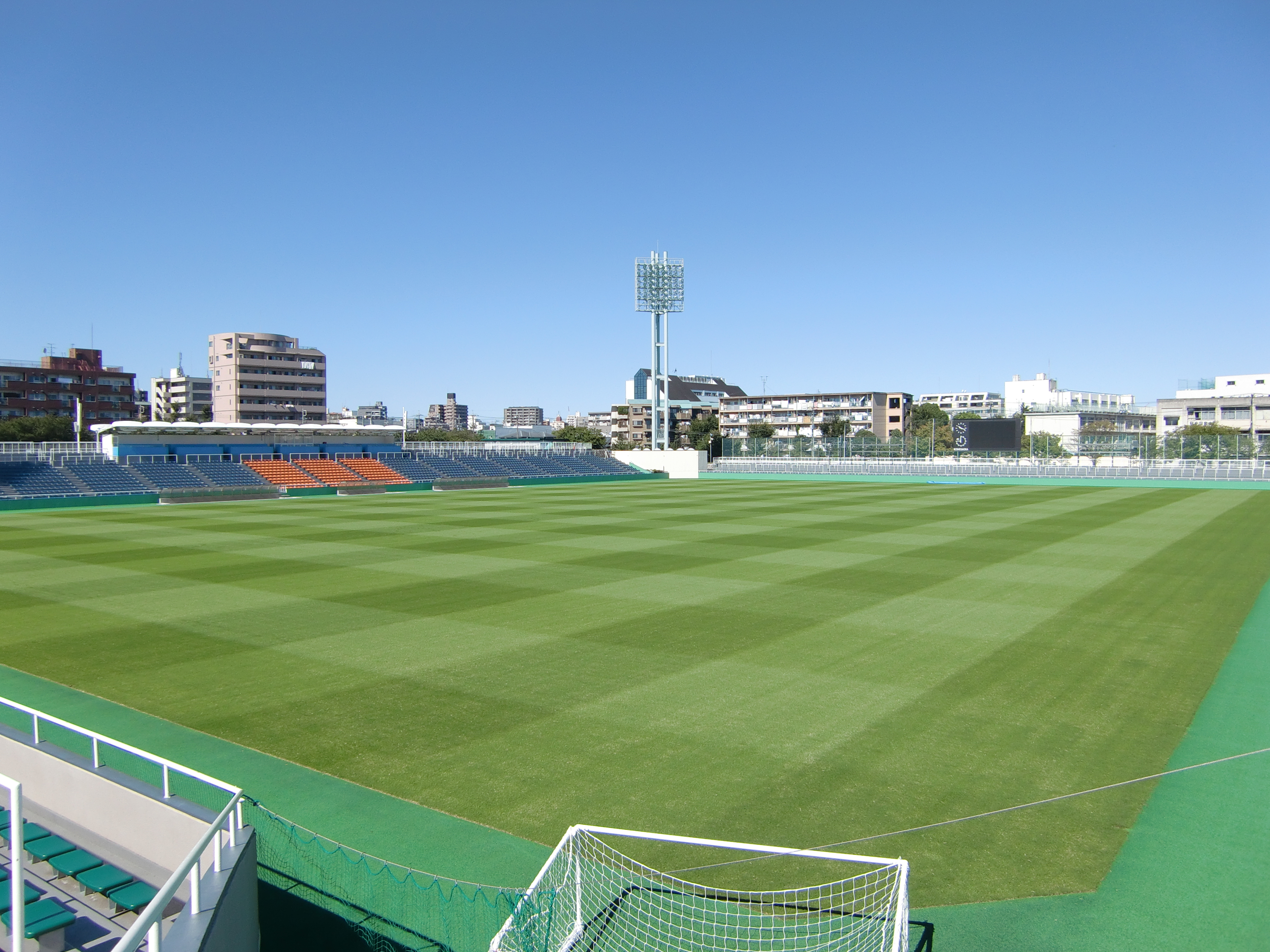
国立西が丘サッカー場
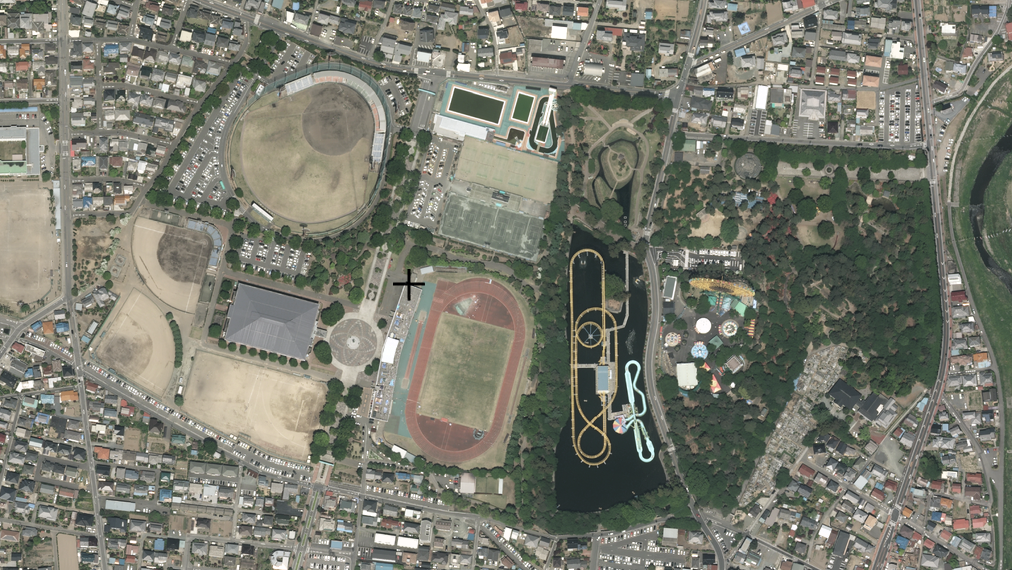
伊勢崎市華蔵寺公園陸上競技場